# Gas de lutita

Mapamundi que muestra 48 importantes yacimientos de gas de lutita en 38 países, según la EIA (Energy Information Administration: ‘administración de información de energía’).

El gas de lutita (en inglés: shale gas), también conocido erróneamente como gas de esquisto (en francés: gaz de schiste) o gas pizarra, es un hidrocarburo en estado gaseoso que se encuentra en las formaciones rocosas sedimentarias de grano muy fino. Este tipo de gas natural se extrae de zonas profundas en terrenos donde abunda el esquisto, las lutitas o las argilitas ricas en materia orgánica. El interior rocoso del esquisto presenta baja permeabilidad, lo que impide su ascenso a la superficie. Por ende, para la extracción comercial de dicho gas, es necesario fracturar la roca hidráulicamente.
El shale es una formación sedimentaria de lutita que contiene gas y petróleo. Su característica definitoria es que no posee la suficiente permeabilidad para que los hidrocarburos puedan ser extraídos con los métodos convencionales, lo cual hace necesario la aplicación de nuevas tecnologías. Estas consisten en inyectar agua a alta presión conjuntamente con la aplicación de agentes de sostén, lo que permite que los hidrocarburos atrapados en la formación fluyan hacia la superficie.

## Importancia económica
A partir de 2010 el gas de lutita tuvo un auge comercial importante, sobre todo en los Estados Unidos, pero también es un recurso natural sensible en países como Canadá y Francia. A partir del éxito que Estados Unidos obtuvo en la exploración y explotación del gas de shale, diversos países comenzaron a mirar con interés la técnica de explotación por fractura hidráulica, también conocida como fracking, a fin de fortalecer el abastecimiento energético local.
La energía se consagra en el siglo XXI como una de las principales herramientas de poder geopolítico. Así quedó demostrado nuevamente en el conflicto por Crimea (2014), donde Rusia utilizó el suministro de gas a Europa como herramienta de negociación.
Ante esta situación, países como Alemania y Reino Unido, que mantenían moratorias a la explotación, comenzaron a flexibilizar sus normas para aceptar la técnica.
En Argentina, la explotación del gas de lutita es impulsada por la empresa petrolera nacional, YPF, junto con empresas privadas nacionales e internacionales como Chevron. Se cree que el país reúne las condiciones para presenciar el próximo «shale boom» (éxito en la explotación comercial del gas de lutita); ello le brindaría no solo la posibilidad de autoabastecerse energéticamente, sino también convertirse nuevamente en exportador de gas.
México tiene gas y petróleo en aguas profundas y ultraprofundas, así como en campos de lutitas y campos maduros. Hasta 2013, según la Constitución, solo la empresa petrolera nacional Pemex podía buscarlo y extraerlo.
|    | País           | Estimado de esquisto técnicamente recuperable (billones de m³) Reporte del 2013 | Reservas probadas de gas natural de todo tipo (billones de m³) Reporte del 2013 |
| -- | -------------- | ------------------------------------------------------------------------------- | ------------------------------------------------------------------------------- |
| 1  | China          | 31,57                                                                           | 3,51                                                                            |
| 2  | Argentina      | 22,71                                                                           | 0,34                                                                            |
| 3  | Argelia        | 20,02                                                                           | 4,50                                                                            |
| 4  | Estados Unidos | 18,83                                                                           | 9,00                                                                            |
| 5  | Canadá         | 16,22                                                                           | 1,92                                                                            |
| 6  | Indonesia      | 16,42                                                                           | 4,24                                                                            |
| 7  | México         | 15,43                                                                           | 0,48                                                                            |
| 8  | Sudáfrica      | 13,73                                                                           | -                                                                               |
| 9  | Australia      | 12,37                                                                           | 1,22                                                                            |
| 10 | Rusia          | 8,07                                                                            | 47,80                                                                           |
| 11 | Brasil         | 7,19                                                                            | 0,39                                                                            |

## Críticas

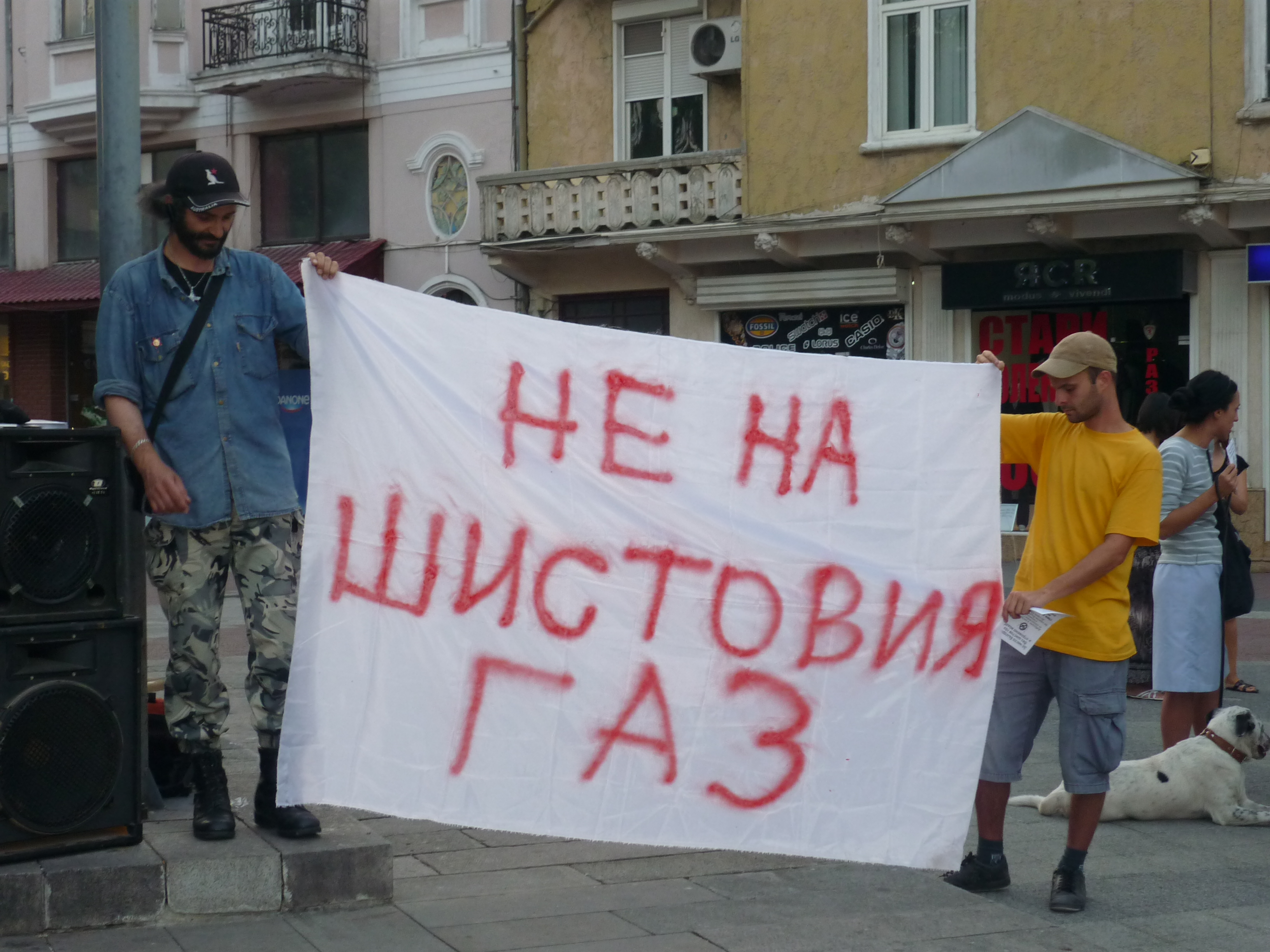
Protesta contra el gas de lutita en Plovdiv (Bulgaria) en septiembre de 2011: «No al gas de lutita».

La extracción del gas de lutita suscita un intenso debate por sus posibles repercusiones medioambientales. Quienes se oponen a este tipo de extracción subrayan el peligro de contaminar las fuentes de agua dulce tanto exteriores como subterráneas.
Sin embargo, los defensores sostienen que la distancia entre los acuíferos y las reservas de gas de esquisto hace imposible que exista contaminación. Este punto de vista está avalado por diversos trabajos científicos publicados en 2013 (dos de ellos del órgano oficial de la Asociación Nacional de Acuíferos de EE. UU., la revista Groundwater) que coincidieron en indicar que la contaminación de aguas subterráneas derivada de la fractura hidráulica "no es físicamente posible”.
También se le critica por aumentar la cantidad de emisiones de gases de efecto invernadero, con una subestimación de las emisiones de gas metano, cuya contribución al efecto invernadero es muy superior a la del dióxido de carbono. Geológicamente, a la extracción de este tipo de gas, se le acusa de ser responsable de al menos dos sismos en Gran Bretaña y otro en Arkansas. Además, un grupo de especialistas se creó para investigar la relación entre la extracción de este gas y de una serie de temblores en la ciudad de Monterrey, en el Norte de México.
En Quebec, un reciente estudio demostró que los yacimientos de extracción sufren de fuertes emanaciones de gas, lo que despertó un fuerte rechazo de la población local hacia esta industria.
Sin embargo, la NGSA (Asociación Estadounidense de Suministradores de Gas Natural) afirmó que no se había confirmado ningún caso de contaminación de acuíferos debido a dicho método de extracción.